# Milan Kostourek
Milan Kostourek (ur. 9 stycznia 1983) – czeski hokeista.
Jego ojciec Zdenek (1960-2015) także był hokeistą.

## Kariera
- HC Czeskie Budziejowice U18 (1999-2000)
- HC Czeskie Budziejowice U20 (2000-2002)
- HC Czeskie Budziejowice (2001-2004)
  -  KLH Jindřichův Hradec (2002)
- KLH Chomutov (2003-2004)
- BK Mladá Boleslav (2004-2005)
- HC Benatky nad Jizerou (2005)
- KLH Chomutov (2005-2008)
- HC Kometa Brno (2008-2009)
- HK 36 Skalica (2009)
- HC Czeskie Budziejowice (2009)
- HC Tabor (2009-2011)
- Milano Rossoblu (2011)
- HC Rebel Havlíčkův Brod (2011-2013)
- PSG Zlín (2013)
- Cracovia (2013-2014)
- Milton Keynes Lightning (2014-2015)
- Bracknell Bees (2015-2016)
- Lausitzer Füchse (2016)
- EHV Schönheide 09 (2016)
- EC Peiting (2016-2019)
- EHC Erfurt (2019-2020)
- Höchstadter EC (2020-2021)
- Piráti Chomutov (2021-)

Wychowanek klubu HC Czeskie Budziejowice. Większość kariery występował w czeskiej 1. lidze czeskiej (łącznie do 2013 rozegrał w tych rozgrywkach ponad 450 spotkań). Epizodycznie grał także w czeskiej ekstralidze czeskiej, w tym w barwach PSG Zlín w fazie play-off sezonu 2012/2013, zdobywając z klubem wicemistrzostwo kraju (wystąpił w ośmiu decydujących meczach, w których uzyskał cztery punkty za dwa gole i dwie asysty). Od czerwca 2013 do kwietnia 2014 zawodnik Cracovii. Od sierpnia 2014 zawodnik Milton Keynes Lightning w brytyjskiej lidze English Premier Ice Hockey League. Od kwietnia 2015 zawodnik Bracknell Bees w tej samej lidze. Odszedł z klubu w styczniu 2016 z przyczyn rodzinnych (po śmierci ojca w 2015, zachorowała jego matka), z zamiarem kontynuowania gry w Niemczech bliżej rodzinnego domu. Od końca stycznia 2016 zawodnik niemieckiego klubu Lausitzer Füchse. Od sierpnia 2016 zawodnik EHV Schönheide 09. Od grudnia 2016 był zawodnikiem EC Peiting. Odszedł z klubu po sezonie 2018/2019. W czerwcu 2019 przeszedł do EHC Erfurt. W styczniu 2020 przeszedł do Höchstadter EC, gdzie w czerwcu 2020 przedłużył kontrakt o rok. W sierpniu 2021 został zawodnikiem Pirati Chomutov.

## Sukcesy
Klubowe
- Tipsport Hockey Cup: 2008 z Kometą Brno
- Srebrny medal mistrzostw Czech: 2013 ze Zlínem
- Pucharu Polski: 2013 z Cracovią

Indywidualne
- Tipsport Hockey Cup 2008: czwarte miejsce w klasyfikacji kanadyjskiej turnieju: 4 punkty